# آن جونز (سياسي)
آن جونز (بالإنجليزية: Ann Jones)‏ (و. 1953  م) هي سياسية، ونقابية من المملكة المتحدة، وويلز، هي عضوةٌ حزب العمال.

## مناصب
تولت منصب عضو الجمعية الوطنية الويلزية الخامسة ‏ (منذ 5 مايو 2016)
- عضو الجمعية الوطنية الويلزية الرابعة ‏ (5 مايو 2011–6 أبريل 2016)
- عضو الجمعية الوطنية الويلزية الثالثة ‏ (3 مايو 2007–30 مارس 2011)
- عضو الجمعية الوطنية الويلزية الثانية ‏ (1 مايو 2003–28 مارس 2007)
- عضو الجمعية الوطنية الويلزية الأولى (6 مايو 1999–2 أبريل 2003)

.